# Фурсов, Григорий Петрович
Григо́рий Петро́вич Фу́рсов (1909 — 1974) — советский хозяйственный деятель, Герой Социалистического Труда (1966). 

## Биография
Родился 10 (23 декабря) 1909 года в Усмани (ныне Липецкая область) в крестьянской семье. Трудовую деятельность начал в сапожной мастерской. В 1924 году поступил на учёбу в профтехучилище, по окончании которого с 1929 года работал токарем в паровозном депо станции Отрожка. В 1931 году работал на строительстве воронежского завода «Электросигнал». В 1939 году окончил технологический факультет Московского машиностроительного института. Сделал на заводе «Электросигнал» карьеру от рабочего до директора предприятия. В 1931 — 1943 годах работал на заводе мастером, начальником цеха и заместителем директора. В 1943 году назначен директором. Руководил заводом до выхода на пенсию.
Депутат ВС РСФСР 2—4 созывов (1947—1959). В 1968 году вышел на пенсию.
Умер 10 августа 1974 года. Похоронен в Воронеже на Коминтерновском кладбище.

## Награды и премии
- Герой Социалистического Труда (29.7 1966) — за выдающиеся заслуги в выполнении плана 1959—1965 годов и создание новой техники
- орден Ленина (29.7.1966)
- орден «Знак Почёта» (21.1.1944)
- медали
- Сталинская премия третьей степени (1951) — за работу в области радиосвязи.